# Барбара Мартин (пјевачица)
Барбара Дајана Мартин Ричардсон (енгл. Barbara Diane Martin Richardson, IPA: ; Детроит, јун 1943) афроамеричка је пјевачица. Позната је по томе што је била једна од оригиналних чланица Мотаунове пјевачке групе Супримс.
Након што је Бети Макглаун напустила Прајметс (касније Супримс) због предстојећег вјенчања, Мартинова ју је замијенила у групи 1960. године. Она и друге чланице групе, Дајана Рос, Мери Вилсон и Флоренс Балард, потписале су 15. јануара 1961. године уговор да снимају за Мотауновог оснивача Берија Гордија, и то као Супримс — са именом које је изабрала Балардова (како је била једина чланица групе у студију у то вријеме), са списка који је дала Џејни Брадфорд, текстописац у Мотауну. Тако је Супримс са Мартиновом постао дио породице Мотаун.
Између снимања доста синглова на самом почетку, од којих ниједан није постао хит, Мартинова, Вилсонова, Росова и Балардова су радиле као студијске пјевачице и пљескале су за друге водеће групе. Октобра 1961, Мартинова је затрудњела. Њен муж је подржао при одлуци да остане у групи, али она је ипак напустила групу почетком прољећа 1962. године — остављајући Росову, Вилсонову и Балардову као трио.
Иако је Мартинова пјевала у многим од првих синглова Супримса, као и већини нумера на првом албуму групе Meet The Supremes, она није насликана на коверу албума јер је већ била примјетно трудна и никада није добијала хонорар од Мотауна након 1962. године. Сви од Мартинових снимљених вокала се налазе под именом групе Супримс, док су они Макглаунове под именом Прајметс. Мартинина једина улога фронтменка групе била је 1960. године када је група снимила баладу Смокија Робинсона под именом ; тада је Мартинова пјевала бриџеве док су Росова, Вилијамсова и Балардова пјевале стихове. Пјесма After Allсе нашла на бокс сету групе из 2000. године под именом . Мартинова је такође читала тзв. интерлудијске дијелове (енгл. interlude line, кратки дио између дијелова дуже композиције) за пјесму (He's) Seventeen, а у још двије пјесме је кратко пјевала и соло (како год, никада није поново пјевала главне дијелове пјесме односно била фронтменка).

## Најзначајније пјесме
- — Барбара Мартин је пјевала бриџеве за оригинално Мираклсову пјесму као фронтменка Супримса; пјесма није укључена у албум
- — Мартинова је изговарала интерлудије
- — Мартинова је одбројавала на почетку; пјесма није укључена у албум
- — на почетку пјесме, свака чланица је пјевала the, а Мартинова је била прва од њих; пјесма такође није укључена у албум